# Pedicularis infirma
Pedicularis infirma är en snyltrotsväxtart som beskrevs av Hui Lin Li. Pedicularis infirma ingår i släktet spiror, och familjen snyltrotsväxter. Inga underarter finns listade i Catalogue of Life.